# Extreme Rusher
Extreme Rusher sont des montagnes russes lancées du parc Happy Valley, situé à Pékin, en Chine.

## Trains
2 trains de 6 wagons. Les passagers sont placés à 4 sur un seul rang pour un total de 24 passagers par train.